# アセチレン・ランプ (手塚治虫)
アセチレン・ランプは、手塚治虫の漫画に登場する人物である。

## 概要
手塚治虫のスター・システムを代表する「俳優」の一人。中肉中背で、角ばった顔と大きな目の中年男性として描かれる。また後頭部にはくぼみがあり、何かの拍子にそこへ火のついたろうそくが立つ描写がある。これが彼の最大の特徴であり、「ランプ」という芸名の由来にもなっている。このろうそくの火を熱源として利用する場合もある。服装は格子模様の背広に斜めの縞が入ったネクタイを合わせ、背広の前ボタンを全て外して無造作に着こなすことを好む。眼鏡をかけていることも多く、特に『アドルフに告ぐ』などリアルタッチの作品では、目そのものを大きく描く代わりに大きなレンズの眼鏡をかけることで顔の造作を再現しているが、精神的な衝動を表わす際にはトレードマークのろうそくを出している。靴底がすり減って穴の開いている描写もある。
手塚の中学時代の習作『ロストワールド（私家版）』で、新聞記者「ラムプ」として創作されたキャラクターである。商業作品中でのデビューは、1946年の『関西輿論新聞』連載版『ロストワールド』。手塚自身が1950年代にまとめた自作スター名鑑にも「『ロストワールド』でデビュー」と記載されている。
基本的にギャングをはじめとした悪役を得意とする。ただし単純に善悪二極のうちの悪と割り切れるようなキャラクターではなく、悪行の中にも善性や人間味をのぞかせる、いわゆる「グッド・バッドマン」としての演技が特徴。一方で純然たる善人として登場することはあまり無いが、『ふしぎ旅行記』では精神病を研究する医学者として登場。物語の転換点を示す重要な役を担っている。古参スターだけに演じた役は多く、またその幅は広い。『ザ・クレーター』では、温泉旅館の女将として女性役を演じたことすらある。
普段のイメージと違う役を演じた時は「私がこんな役を演じるのは珍しいでしょう?」と読者に語り掛けたり、死体役を演じた時は「本番」中にも関わらず「もっといい役をやらせろ!!」と自分を運ぶキャラクターに掴みかかった事もある。
原型は手塚治虫の小学校時代の友人木下平八郎。彼の後頭部に平たいくぼみがあり、ろうそくを乗せれば立つと噂されていたところから、後頭部にろうそくを立てたキャラクターが誕生した。

## 登場作品

### 手塚治虫作品
- 『ロストワールド』（1948年） - 新聞記者
- 『メトロポリス』（1949年） - レッド党の党員
- 『来るべき世界』（1951年） - ルンペン
- 『鉄腕アトム』（1952 - 68年） - 脱獄囚の宝石ギャング（「十字架島の巻」）など
- 『地球大戦』（1957 - 58年） - ランプ中尉
- 『0マン』（1959 - 60年） - 新聞記者
- 『ベニスの商人』（1959年） - シャイロック
- 『キャプテンKen』（1960 - 61年） - 用心棒
- 『W3』（1965 - 66年） - A国秘密警察隊長
- 『地球を呑む』（1968 - 69年） - ゼフィルスの夫
- 『火の鳥 鳳凰編』（1969年 - 1970年）- 我王の部下
- 『青いトリトン』（1969 - 71年） - 酒柱（海上保安庁職員）
- 『火の鳥 復活編』（1970年-1971年）- ロビタのボス
- 『ブラック・ジャック』（1973 - 83年） - 友引警部（「獅子面病」「山手線の哲」）、大統領（「こっぱみじん」）、トム（「ゴーストタウンの流れ者」）など
- 『三つ目がとおる』（1974 - 78年） - アドルフ（モア編）など
- 『七色いんこ』（1981 - 82年） - 泥棒（「俺たちは天使じゃない」）など
- 『アドルフに告ぐ』（1983 - 85年） - ゲシュタポ極東諜報部長

など多数

### その他作者の作品
手塚作品のリメイク、オマージュなど手塚治虫以外の漫画家による作品への出演。
- 岡崎二郎『鉄腕アトム2003』
- 田口雅之『ブラック・ジャック NEO』
- 永井豪『魔人王ガロン』
- 田畑由秋（脚本）、大熊ゆうご（漫画）『ヤング ブラック・ジャック』

## 声優
- 石井康嗣（アストロボーイ・鉄腕アトム）
- 稲田徹（ブラック・ジャック (Webアニメ)）
- 内海賢二（海底超特急マリンエクスプレス、フウムーン、ブラック・ジャック (テレビアニメ)）
- 大塚周夫（ブレーメン4 地獄の中の天使たち）
- 大友龍三郎（鉄腕アトム 〜青騎士の巻〜）
- 田口計（鉄腕アトム (アニメ第1作)）
- 千葉繁（メトロポリス）
- 東地宏樹（ヤング ブラック・ジャック）
- 納谷六朗（ジャングル大帝（第3作））
- 羽佐間道夫（ブラック・ジャック (OVA)）
- 村松克己（アドルフに告ぐ）
- 八奈見乗児（銀河探査2100年 ボーダープラネット）